# Космос-1937
Космос-1937 је један од преко 2400 совјетских вјештачких сателита лансираних у оквиру програма Космос.
Космос-1937 је лансиран са космодрома Плесецк, СССР, 5. априла 1988. Ракета-носач Космос је поставила сателит у орбиту око планете Земље. Маса сателита при лансирању је износила 700 килограма. Космос-1937 је био комуникациони сателит.